# Mhallami
Mhallami, eller mardelli, är en arabisktalande folkgrupp i Turkiet och Libanon. Deras ursprung är oklart och omdiskuterat. De bor i området kring Mardin i sydöstra Turkiet samt i Libanon, dit många fördrevs efter första världskriget eller flyttade under 1920–1940-talen. I Libanon saknar de ofta pass eller medborgarskap. Innan inbördeskriget i Libanon bröt ut, uppskattades deras antal där till 70 000–100 000. Sedan dess har många utvandrat eller flytt till Europa, framför allt till Tyskland, men också till Nederländerna, Danmark och Sverige.
Mhallami talar en variant av arabiska och betraktas oftast som araber. I Beirut kallas de för kurder, en benämning som också används i Tyskland. I Turkiet anser varken den kurdiska befolkningen eller mhallami själva att de är kurder, och inte heller i övriga delar av Libanon. Deras traditionella religion är sunnitisk islam. Den siste ledaren för Mhallami i Turkiet är advokaten Şeyhmus Miroğlu, medlem i Beytil Miri.

## Ursprung
Flera påståenden om gruppens ursprung har framförts, att gruppen har kurdiskt ursprung, att den  härstammar från de assyriska/arameiska  befolkningsgrupperna i Mardin-regionen som konverterade till islam och arabiserades språkligt eller att gruppen härstammar från den arabiska halvön.
Datumet för deras framträdande i Anatolien är okänt, men troligen någon gång på 500-talet. Det finns inga kända skriftliga uppgifter från deras förfäder från denna period. Bland Mhallami finns en uppfattning att de härstammar från Banu Hilal-stammar, men historiska källor och forskning tyder på att detta är osannolikt. Arabiska härkomster kommer troligen från Rabi'ah-stammar, möjligen Banu Shayban, även om detta inte utesluter kurdiska och/eller arameiska rötter. Vissa källor ser gruppen som etniskt eller konfessionellt assyrisk.
Den engelske resenären Mark Sykes skrev 1907: ”Denna stam har en märklig historia. De hävdar att de var kristna för 350 år sedan. De talar blandad arabiska och kvinnorna bär röda kläder och är inte beslöjade. Ibrahim Pasha säger att de nu är en blandras av araber och kurder. Vissa familjer sägs fortfarande härstamma från de arameiska kristna.”
Denna teori bekräftas också av orientalisten Ishaq Armala och av den syrisk-ortodoxe patriarken Ignatius Aphrem I som antydde att araméerna som konverterade till islam under press började kalla sig Mhalmoye i slutet av 1600-talet.

## Uppmärksamhet i Sverige och Tyskland
Familjer och släkter ur mhallami-gruppen har i både Sverige och Tyskland uppmärksammats som drivande i den typ av organiserad brottslighet som ibland benämns klankriminalitet.